# 1831 au théâtre
| Années du théâtre : 1828 - 1829 - 1830 - 1831 - 1832 - 1833 - 1834    |
| Décennies du théâtre : 1800 - 1810 - 1820 - 1830 - 1840 - 1850 - 1860 |

## Pièces de théâtre publiées
- Boris Godounov, d'Alexandre Pouchkine.
- Alfred de Vigny, La Maréchale d'Ancre (drame), Paris, Charles Gosselin, 170 p. (lire en ligne).

## Pièces de théâtre représentées
- 19 mars : La Cocarde Tricolore, Épisode de la Guerre d'Alger, vaudeville des Frères Cogniard, (apparition du personnage de Dumanet), Paris, théâtre des Folies-Dramatiques.
- 3 mai : Antony, drame d'Alexandre Dumas, Paris, théâtre de la Porte-Saint-Martin, qui remporte un succès spectaculaire.
- 3 juillet : Le Modèle, croquis d'atelier, folie-vaudeville des Frères Cogniard, Paris, théâtre des Nouveautés.
- 11 août : Marion Delorme, drame de Victor Hugo, Paris, théâtre de la Porte-Saint-Martin.
- 12 novembre : Les deux Divorces, comédie-vaudeville des Frères Cogniard, Paris, théâtre des Nouveautés de la rue Vivienne.

## Naissances
- 30 janvier : Henri Rochefort, journaliste, écrivain, pamphlétaire, auteur de théâtre et homme politique français, mort le 30 juin 1913.
- 11 février : Édouard Cadol, dramaturge et romancier français, mort le 1er juin 1898.
- 26 juillet : William J. Florence, acteur et dramaturge américain, mort le 19 novembre 1891.
- 5 septembre : Victorien Sardou, auteur dramatique français, mort le 8 novembre 1908.
- 21 novembre : Alphonse Bouvret, dramaturge, journaliste et directeur de théâtre français, mort le 8 mars 1898.
- 19 décembre : Joséphine Wilhelmine Simonin, connue comme comédienne sous le nom de Mlle Valérie et Valérie Simonin, actrice française, sculptrice, critique d'art, écrivaine et dramaturge sous le pseudonyme de Gustave Haller, morte le 25 juin 1919.

## Décès
- 13 juillet : Friedrich Julius Heinrich von Soden, essayiste, dramaturge et directeur de théâtre allemand, né le 4 décembre 1754.
- 20 septembre : Alphonse de Chavanges, militaire et auteur dramatique français, né le 4 juin 1791.
- 27 décembre : Bandō Mitsugorō III, acteur japonais du genre théâtral kabuki, né en 1775.